# Grenada la Jocurile Olimpice de vară din 2016
Grenada a participat la Jocurile Olimpice de vară din 2016 de la Rio de Janeiro în perioada 5 – 21 august 2016, cu o delegație de șapte sportivi, care a concurat în două sporturi. Cu o medalie de argint, Grenada s-a aflat pe locul 69 în clasamentul final.

## Participanți
Delegația grenadeză a cuprins șapte sportivi: trei bărbați și patru femei. Cel mai tânăr atlet din delegația a fost înotătoarea Oreoluwa Cherebin (18 ani), cel mai vechi a fost decatlonistul Kurt Felix (28 de ani).
| Sport    | Masculin | Feminin | Total |
| -------- | -------- | ------- | ----- |
| Atletism | 2        | 3       | 5     |
| Natație  | 1        | 1       | 2     |
| Total    | 3        | 4       | 7     |

## Medaliați
| Medalie | Nume         | Sport    | Probă          | Dată      |
| ------- | ------------ | -------- | -------------- | --------- |
| Argint  | Kirani James | Atletism | 400 m masculin | 14 august |

## Natație
| Sportiv           | Probă         | Calificări | Calificări | Semifinale   | Semifinale   | Finală       | Finală       |
| Sportiv           | Probă         | Timp       | Loc        | Timp         | Loc          | Timp         | Loc          |
| ----------------- | ------------- | ---------- | ---------- | ------------ | ------------ | ------------ | ------------ |
| Oreoluwa Cherebin | 100 m fluture | 1:10,40    | 42         | Nu a avansat | Nu a avansat | Nu a avansat | Nu a avansat |
| Corey Ollivierre  | 100 m bras    | 1:08,68    | 46         | Nu a avansat | Nu a avansat | Nu a avansat | Nu a avansat |